# Kamienica przy placu biskupa Nankiera 2 we Wrocławiu
Kamienica przy placu biskupa Nankiera 2, obecnie siedziba Studium Praktycznej Nauki Języków Obcych Uniwersytetu Wrocławskiego – zabytkowa kamienica narożna znajdująca się przy placu biskupa Nankiera 2 we Wrocławiu.

## Historia

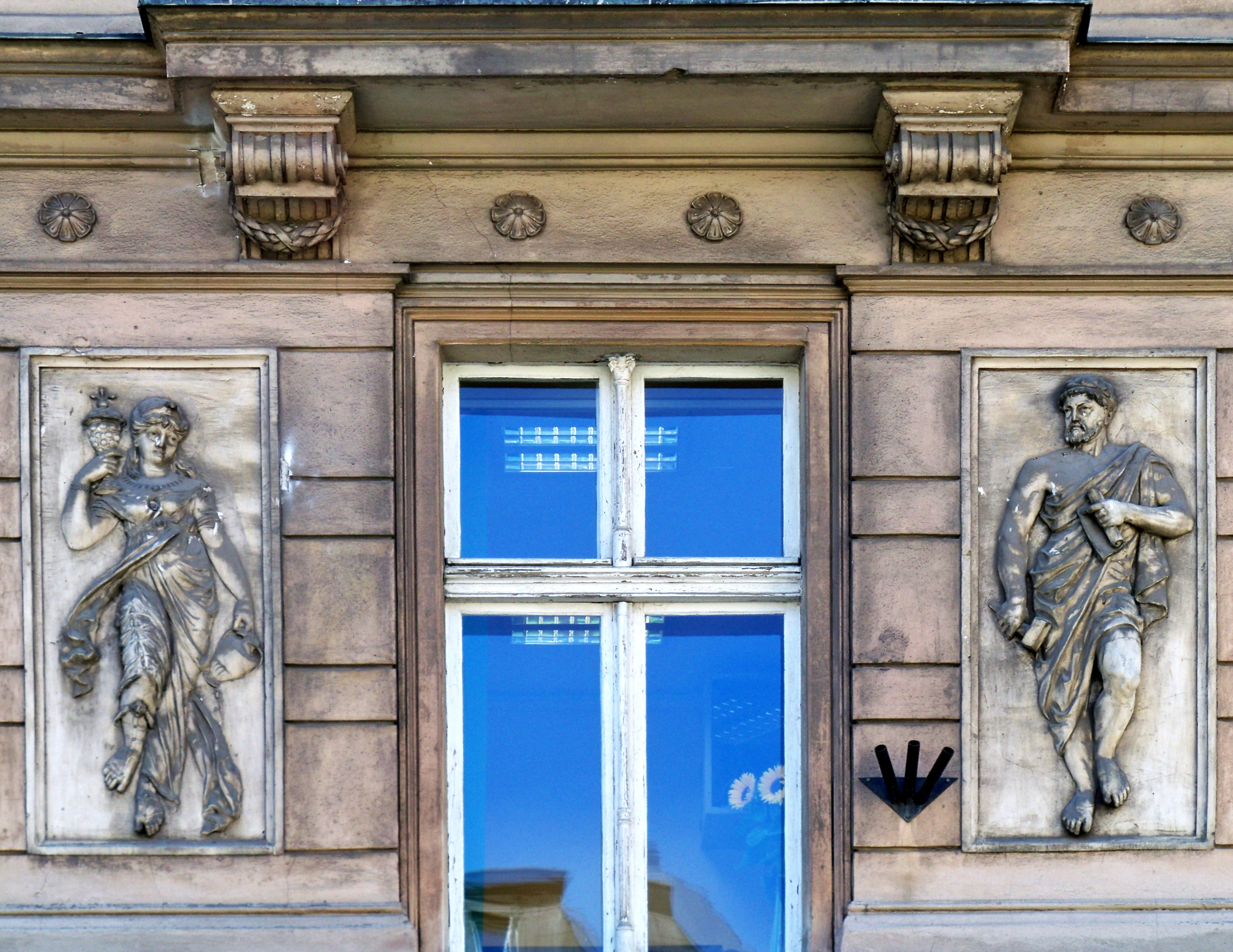
Reliefowe plakiety figuralne przedstawiające postać kobiety i mężczyzny w antycznych strojach

Pierwszy budynek na posesji nr 2 został wzniesiony w okresie renesansu. Z tego okresu zachowane zostały fragmenty stropów z polichromowanymi ozdobami. Przed 1740 rokiem kamienica została przebudowana, a jej fasadzie nadano barokowy wygląd. Budynek w ówczesnym okresie był trzykondygnacyjną kamienicą z dwukondygnacyjnym szczytem zwieńczonym odcinkowym tympanonem i ozdobionym zdwojonymi pilastrami. Dolna część szczytu była trzyosiowa, wyższa dwuosiowa. Na szczycie budynku umieszczony był wazon, podobnie jak i po obu stronach szczytu. Fasada budynku była trzyosiowa, boniowana na narożach i podzielona gzymsami międzykondygnacyjnymi; nad oknami pierwszego piętra znajdowały się naczółki w formie trójkątnych tympanonów. Układ wewnętrzny budynku był dwutraktowy; w bocznym skrzydle oficynowym umieszczone były zabiegowe schody o trzech biegach, a na parterze znajdowały się sklepienia krzyżowe.
W XIX wieku fasada budynku została gruntownie przebudowana. W 1868 roku zlikwidowano sklepienia. W 1882 roku budynek został podniesiony o jedną kondygnację. Nadano jej wówczas neorenesansowy wygląd; m.in. zburzono część szczytu, pokryto budynek płaskim dachem, na pierwszym piętrze, po obu stronach środkowego okna umieszczono dwie reliefowe plakiety figuralne przedstawiające postać kobiety i mężczyzny w antycznych strojach. W latach 1979–1982 gruntownej przebudowie uległ rozkład pomieszczeń w budynku, a w 2014 odnowiono elewacje, m.in. odnawiając witryny z końca XIX wieku. Nad skrajnymi oknami trzeciej kondygnacji w kartuszu umieszczone zostały powiązane inicjały "H" i "F", które mogą być inicjałami właściciela kamienicy, kupca Heinze F.
Kamienica została połączona z kamienicą nr 3.